# Cathetopteron amoena
Cathetopteron amoena là một loài bọ cánh cứng trong họ Cerambycidae.